# فرنسيس ويلسون
فرنسيس ويلسون (بالإنجليزية: F. Paul Wilson) (و. 1946 – م) هو كاتب، وروائي، وكاتب خيال علمي، من الولايات المتحدة الأمريكية، ولد في جيرسي سيتي.

## جوائز
حصل على جوائز منها:
- جائزة بروميثيوس [الإنجليزية]‏.

## وصلات خارجية
- فرنسيس ويلسون على موقع IMDb (الإنجليزية)
- فرنسيس ويلسون على موقع قاعدة بيانات الفيلم (الإنجليزية)